# 辻垣高良
辻垣 高良（つじがき たから、2002年6月10日 - ）は、兵庫県神戸市出身の元プロ野球選手（投手）。左投左打。NPBでは育成選手であった。

## 経歴

### プロ入り前
中学生時代は神戸中央リトルシニアに所属。
高校は福島県の松韻学園福島（学法福島）高等学校に進学。2年秋の県大会は全試合85イニングを1人で投げ抜き、89奪三振の力投でチームを53年ぶりの優勝に導いた。3年夏の独自大会は初戦敗退。甲子園出場経験はなし。
2020年10月にオリックス・バファローズの入団テストを受験し合格。10月26日に行われたプロ野球ドラフト会議において、オリックスから育成ドラフト2位で指名を受け、11月29日に支度金300万円、年俸240万円（推定）で仮契約を結んだ。背番号は012。

### プロ入り後
2021年は、二軍でも登板機会がなかった。
2022年は、ウエスタン・リーグで9試合に登板し、1勝3敗、防御率3.50を記録した。
2023年は、ウエスタン・リーグで20試合に登板し、3勝5敗、防御率7.23の成績で、10月30日に戦力外通告を受けた。

### オリックス退団後
オリックス退団後の2024年からは、社会人野球の三菱重工Westで競技を継続する。

## 選手としての特徴・人物
高校1年時は最速114km/hだったが、フォームと肉体の改造やトレーニングの結果、3年夏には自己最速の143km/hを記録した。
小学生の頃からオリックスのファンであり、たびたび球場へ足を運んでいた。

## 詳細情報

### 年度別投手成績
- 一軍公式戦出場なし

### 背番号
- 012（2021年[4] - 2023年）